# Cleorina splendida
Cleorina splendida es un insecto coleóptero de la familia Chrysomelidae.
Fue descrita científicamente en 1992 por Tang.